# Spinalanestesi
Spinalanestesi (SPA) även kallad spinal eller spinalbedövning är en form av central nervblockad eller ryggbedövning, som  bland folkmun ibland felaktigt kallas ryggmärgsbedövning.
Spinalanestesi kan inte fyllas på och varar därför mellan 1,5 och 2 timmar. I jämförelse med den andra typen av ryggbedövning, epiduralanesti, verkar spinalanestesi snabbare.

## Användning
Spinalanestesi kan användas på patienter som skall genomgå kirurgi i benen (nedre extremiteterna), vid ljumskbråck och andra ingrepp i bäckenregionen,[källa behövs] samt för majoriteten av de kvinnor som skall genomgå kejsarsnitt. Bedövningen är regional och patienten kan vara vaken.

## Proceduren
Patienten sitter oftast upp på operationsbordet med mycket böjd rygg för att separera ryggkotorna och ge plats för sprutnålen (den tunna spinalkanylen). Ibland ges först en ytlig bedövning inför spinalbedövningen, ett vanligen "mindre stick". Därefter läggs själva spinalbedövningen. 
En tunn nål förs in mellan ryggkotorna på lämplig nivå nedom ryggmärgen, lokalbedövningsmedlet sprutas in intratekalt och blandas i begränsad grad med cerebrospinalvätskan. Lokalbedövningsmedlet får sedan effekt på ryggmärg och nervrötter beroende på mängd, volym och typ av bedövningsmedel (både avseende substansen och beredningen.
Spinalbedövningen kan bestå av två delar:
- Bedövning för operationen med lokalbedövningsmedel (intratekalt), räcker 1,5–2 timmar.

Olika dos bedövning ges beroende på olika faktorer.
- Smärtlindring med morfin (intratekalt) för tiden efter, räcker cirka ett dygn.

Alla patienter, oavsett vikt och längd, får ungefär samma mängd morfin som smärtlindring.
Att tillföra morfin i cerebrospinalvätskan har gjort att patienten ofta inte behöver mer smärtlindring än paracetamol efter operationen. Biverkan av morfin är mindre eftersom denna administreringsform är mycket mer effektiv och förutsägbar än när man ger morfin via blodet eller som tablett. Många patienter slipper exempelvis illamående, trots att det är vanligt när morfin används på andra sätt.

### Spinalanestesi vid kejsarsnitt
Vid exempelvis kejsarsnitt läggs spinalbedövningen mellan ländkota 2 och 3 (L2-L3) eller mellan ländkota 3 och 4. Det tar sedan cirka 10 minuter innan kvinnan är fullt bedövad. Under den tiden sprider sig bedövningen något i cerebrospinalvätskan och anestesiläkaren kan vid behov ändra lutningen på kvinnans brits för att finjustera var bedövningen hamnar. Var bedövningen tar kan undersökas med hjälp av kyla (exempelvis en bomullstuss med sprit på) och feedback från kvinnan (då spinalbedövning även bedövar känslighet för kyla). Som slutgiltigt test förekommer det att man nyper hårt (eller liknande) på ställen som borde vara bedövade.

## Biverkan
Biverkningarna är samma som vid annan ryggbedövning:
- Klåda
- Illamående och kräkningar
- Trötthet och slöhetskänsla
- Blodtrycksfall
- Påverkan på fostrets hjärtljud
- Lindriga skakningar

## Historik
Tidigare var spinalanestesi svårare att använda. Den effektiva tiden var inte lika stabil, bedövningen kunde avta innan operationen hunnit slutföras eller kvarstå längre vilket fördröjde tiden innan patienten kom på benen igen.
Man gav inte heller smärtlindring i sprutan, vilket gav mer smärta efteråt.[källa behövs]